# Parc naturel régional de l'Avesnois
Le parc naturel régional de l'Avesnois est un parc naturel régional créé en mars 1998, qui s'étend sur près de 125 000 hectares dans le sud du département du Nord.
Il rassemble 142 communes (et 5 communes associées), soit plus de 150 000 habitants. Son projet et le label « Parc » reposent sur une charte, renouvelable périodiquement. Son label lui a été renouvelé en 2010 pour 15 ans, pour 142 communes et 5 intercommunalités signataires, soit 124 000 hectares et plus de 157 000 habitants concernés.

## Caractéristiques

Logo du PNR.

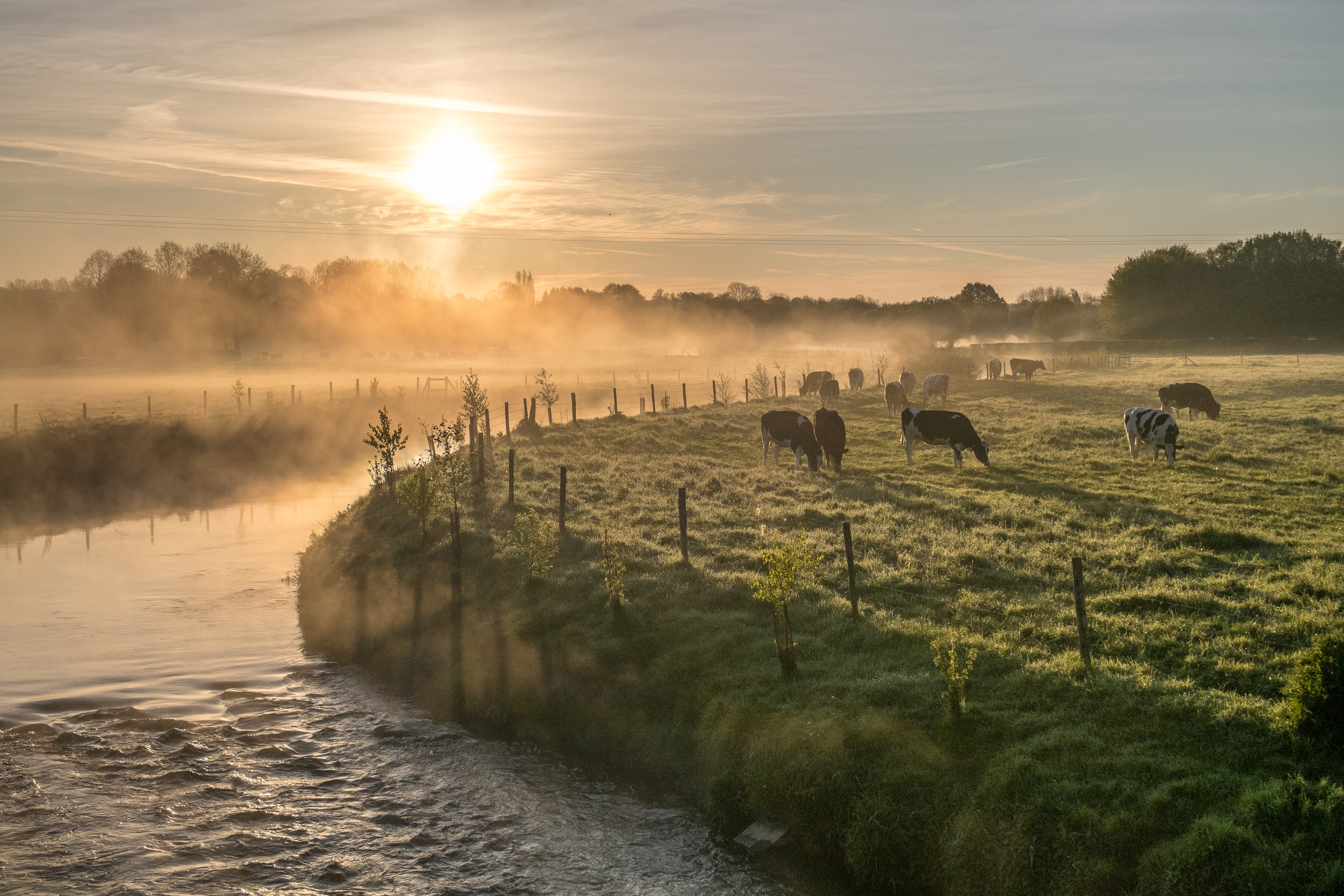
Lever de soleil brumeux dans la vallée de l'Helpe Majeure à Saint-Hilaire-sur-Helpe.

C'est une des zones les plus riches en biodiversité de la région Nord-Pas-de-Calais, jouant un important rôle de « réservoir » pour la trame verte régionale. Dans le cadre du réseau écologique paneuropéen, c'est une zone intermédiaire entre cette région et les Ardennes.
Le bocage et la forêt ainsi que des reliques de cloisons forestières bordant les finages médiévaux (anciennes haies-frontières), telles que la Haie d'Avesnes sont les paysages les plus caractéristiques du parc.

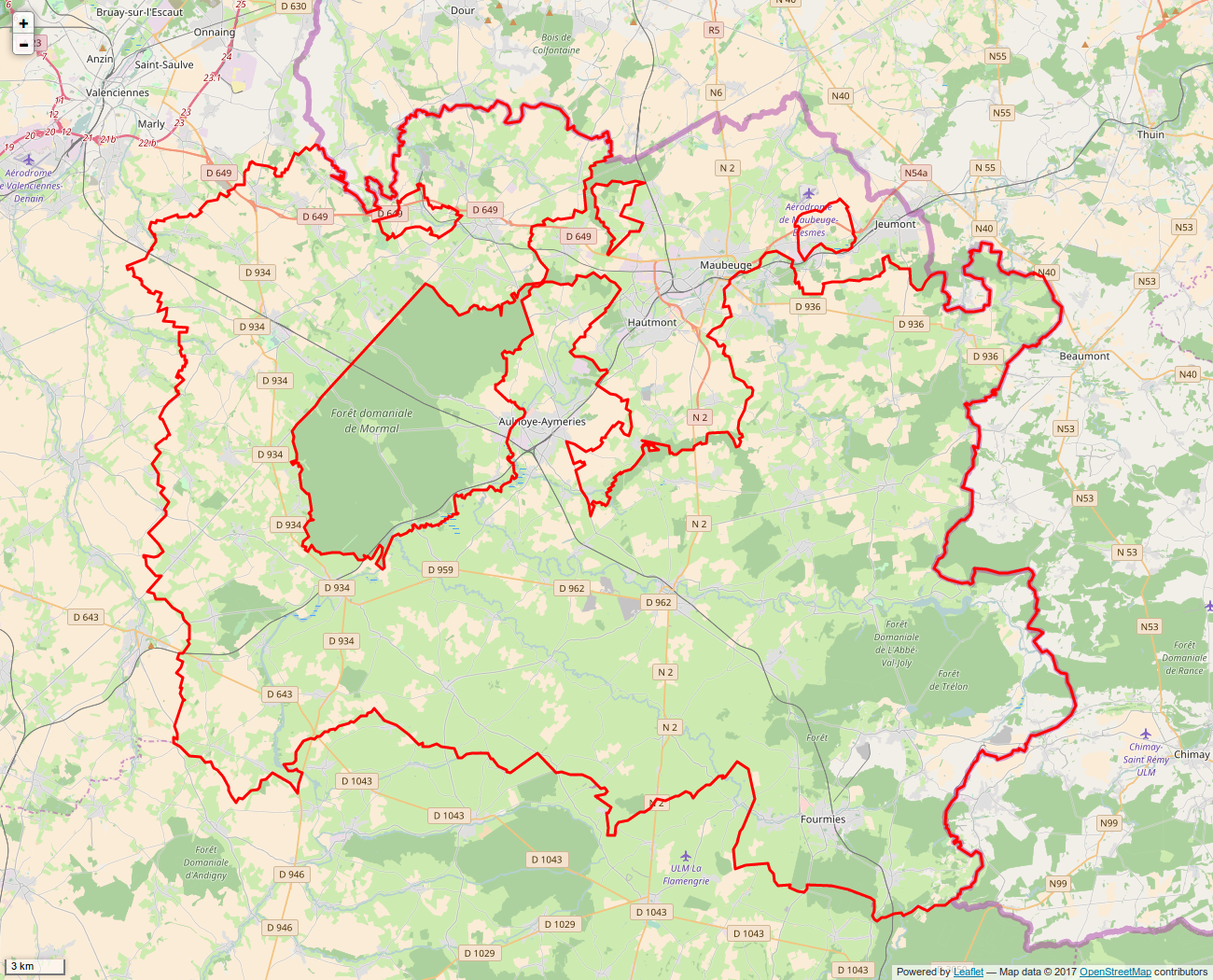
Périmètre du PNR.

Le bocage avesnois est caractérisé par des haies pour parties plus basses et fines que dans les autres bocages régionaux (boulonnais ou ancien bocage flamand) ou français (normand, breton...) constitués de haies vives. Les haies de l'Avesnois sont majoritairement constituées d'aubépines plantées au XIXe siècle et début du XXe siècle, à l'époque où cette région était le premier fournisseur de pommes pour les Parisiens. Le bocage est en nette régression dans la partie nord du parc depuis quelques décennies, du fait des remembrements notamment.
Avec 27 309 ha de forêts (données 2000, source : PNR), soit un taux de boisement de 17 %, l'Avesnois est la sous-région la plus boisée du Nord-Pas-de-Calais. On y distingue deux sous-régions forestières : celle des Ardennes primaires et celle du Hainaut. Le boisement de quelques zones de déprise agricole a fait gagner au PNR 1 368 hectares de forêts en plus depuis 1974. Le PNR inclut la forêt de Mormal ; le plus grand massif forestier du Nord-Pas-de-Calais (près de 10 000 ha), géré par l'ONF.
Les nombreuses prairies, et les riches pelouses calcicoles contribuent également à sa biodiversité. Sur ces dernières, on a recensé environ 90 espèces végétales menacées ou protégées.

## Missions du PNR
Le parc naturel régional est administré par un syndicat mixte dont les objectifs sont :
- Protéger et valoriser le territoire, maîtriser les paysages
- Communiquer, sensibiliser, promouvoir le développement durable
- Contribuer au développement économique, social et culturel
- Préserver, restaurer et gérer le patrimoine naturel

Le champ de compétences global du parc est défini par sa Charte qui porte notamment sur l'écologie, hydrologie, urbanisme durable, le développement agricole et rural, le tourisme durable, l'écocitoyenneté…

## Équipements, services
Le programme du PNR est mis en œuvre par une équipe d'élus et techniciens (plus de 45 personnes en 2012), qui peuvent s'appuyer sur :
- la maison du Parc (accueil, informations, animations) ;
- un Point environnement conseil (centre de documentation) ;
- l'opération Plantons le décor (permet des commandes groupées d'arbres et arbustes locaux) ;
- les offices de tourisme…

## Patrimoine naturel
Forêts :
- Forêt de Mormal ;
- Haie d'Avesnes ;
- Forêt de Trélon (sud-est du PNR).

Réserves naturelles régionales dans le périmètre du Parc:
- Réserve naturelle des Monts de Baives (RNR121) (pelouse calcicole), géré par le Conservatoire d'espaces naturels (CEN) des Hauts de France [1] ;
- Réserve naturelle du Bois d'Encade (RNR169) , géré par le CEN Hauts de France[2] ;
- Réserve naturelle régionale de la carrière des Nerviens (RNR 200) ;
- Réserve naturelle régionale des prairies du val de Sambre (RNR254), gérée par le CEN Hauts de France[3] ;
- Réserve naturelle régionale de Pantegnies (RNR 263), co-géré par la Communauté d'Agglomération Maubeuge-Val de Sambre et le CEN Hauts de France[4].

Autres milieux-phares :
- carrière du Parcq à Étrœungt ;
- Marais de Baives ;
- Étangs intra-forestiers de la Fagne, mares ;
- prairies humides de la vallée de la Sambre ;
- vergers hautes-tiges ;
- arbres têtards.

## Patrimoine culturel et architectural
Il inclut notamment les oratoires en pierre bleue, jadis extraite du sous-sol de la région.
La Maison du Parc est installée depuis le 13 mars 1998 dans la « grange dîmière » de Maroilles, une des anciennes dépendances de l'abbaye de Maroilles. Ce bâtiment rénové est le siège social du PNR et contient un vaste lieu d’expositions et d’animation. C'est aussi le Point environnement conseil (PEC) de l'Avesnois.

## Carrières - extraction de granulat
Le territoire du parc naturel régional de l'Avesnois constitue l'unique pôle d'extraction de granulat du département du Nord et le premier en production du Nord-Pas-de-Calais (granulat à destination du BTP) devant le bassin carrier de Marquise dans le Pas-de-Calais. Les carriers grignotent en chœur une veine exceptionnelle de pierre calcaire dur et homogène vieille de 320 millions d'années.
Huit carrières s'y trouvent : Haut-Lieu (Appia), Saint-Hilaire-sur-Helpe (Appia), Glageon (Appia), Dompierre-sur-Helpe (Eurovia), Limont-Fontaine (Carrière du bassin de la Sambre), Bellignies, Houdain (Sté carrières d'Houdain) et Wallers-en-Fagne (Screg du groupe Colas).